# Музей краеведения Волгодонского района
Муниципальное бюджетное учреждение культуры Музе́й краеве́дения Волгодо́нского райо́на — краеведческий музей в станице Романовская Ростовской области. Директор — Клименко Инна Ивановна (по другим данным, Е. Л. Сарнавская). Музей открыт в 1998 году. Расположен в здании 1908 года постройки, общей площадью 516 м². Посещение музея входит в туристические маршруты региональных туристических фирм.

## Деятельность
Основные направления работы музея — хранение и выставка предметов старины, быта народов, населяющих район; возрождение и сохранение народных традиций, обычаев, обрядов, ремёсел и промыслов, присущих населению Ростовской области в Волгодонского района.
Музей занимается изучением эпоса, этнографии, фольклора местного населения; собирает и распространяет исторический материал об образовании станиц, хуторов, посёлков, о происхождении их названий.
Особое внимание уделяется патриотическому воспитанию молодежи и подрастающего поколения. С этой целью проводятся встречи, вечера, лекции, экскурсии, оформляются тематические выставки-экспозиции, выставки. Музей занимается научно-просветительской, научно-исследовательской деятельностью.
При музее разработана и действует патриотическая секция «Солдатский медальон», которая позволила найти безымянные могилы и воинские захоронения времен Великой Отечественной войны на территории района, восстановить имена погибших солдат.

## Экспозиция
В музее оформлены постоянные выставки: «Романовское подполье», «Победители», «Предметы быта донских казаков», «Горница».
Вниманию посетителей музея предоставлены редкие документы, переписка, фотографии романовских подпольщиков, исторический материал их деятельности и гибели.
В музее проводятся экскурсии не только по залам музея, но и по улицам станицы Романовской, памятным местам района, памятникам.
Основной фонд музея — 1097 единиц хранения, научно-вспомогательный — 608 единиц хранения.
Также при музее разработан макет станицы, масштабом 1:5.